# Mathieu Lévesque
 (février 2025).
Si vous disposez d'ouvrages ou d'articles de référence ou si vous connaissez des sites web de qualité traitant du thème abordé ici, merci de compléter l'article en donnant les références utiles à sa vérifiabilité et en les liant à la section « Notes et références ».
Mathieu Lévesque, né à Gatineau, est un avocat et un homme politique québécois.
Lors des élections générales du 1er octobre 2018, il est élu député de Chapleau à l'Assemblée nationale du Québec sous la bannière de la Coalition avenir Québec. Il est réélu le 3 octobre 2022.

## Biographie
Mathieu Lévesque étudie au secondaire au collège Saint-Alexandre et, en 2008, il obtient un baccalauréat en sciences sociales, spécialisé bidisciplinaire en administration publique et en sciences politiques, magna cum laude de l'Université d'Ottawa et, en 2011, un baccalauréat en droit civil et en common law de l'Université McGill.
Il fait le stage du Barreau du Québec au cabinet d'avocats d'affaires BCF s.e.n.c.r.l. et est admis au Barreau du Québec en 2013.
De 2013 à 2016, dans ce même cabinet d'avocats, il est avocat en droit des affaires, fusions et acquisitions et valeurs mobilières.
En 2018, il obtient une maîtrise en science de la gestion, profil management du HEC Montréal. Il devient ensuite recruteur au sein du cabinet de recrutement juridique ZSA.
Le 1er octobre 2018, il est élu député de la circonscription électorale de Chapleau pour la Coalition avenir Québec. Le 7 novembre 2018, il est nommé adjoint parlementaire de la ministre de la Justice, Sonia LeBel. Il conserve ce poste lorsque celle-ci est remplacée par Simon Jolin-Barrette le 22 juin 2020.
Il est réélu lors des élections du 3 octobre 2022 et est nommé leader parlementaire adjoint du gouvernement le 20 octobre 2022. Il est nommé adjoint gouvernemental au ministre de la Justice le 15 octobre 2024.

## Engagement communautaire et politique
- Membre et militant de la Coalition avenir Québec depuis 2012
- Président, Commission de la relève de la Coalition avenir Québec (2013-2014)
- Conseiller facultaire et membre du conseil, Association étudiante en droit, Université McGill (2008-2010)
- Vice-président aux communications et aux affaires sociales, Association étudiante en sciences sociales, Université d’Ottawa (2005-2007)
- Président de classe et de degré, Collège Saint-Alexandre, Gatineau (2000-2004)

## Résultats électoraux
|                                                                                               | Nom                        | Parti              | Nombre de voix | %      | Maj.   |
| --------------------------------------------------------------------------------------------- | -------------------------- | ------------------ | -------------- | ------ | ------ |
|                                                                                               | Mathieu Lévesque (sortant) | Coalition avenir   | 16 363         | 52,3 % | 12 104 |
|                                                                                               | Assumpta Ndengeyingoma     | Libéral            | 4 259          | 13,6 % | -      |
|                                                                                               | Sabrina Labrecque-Boivin   | Québec solidaire   | 4 129          | 13,2 % | -      |
|                                                                                               | Matthieu Kadri             | Conservateur       | 3 161          | 10,1 % | -      |
|                                                                                               | Marisa Gutierrez           | Parti québécois    | 3 033          | 9,7 %  | -      |
|                                                                                               | Anne-Marie Meunier         | Climat Québec      | 267            | 0,9 %  | -      |
|                                                                                               | Pierre Soublière           | Marxiste-léniniste | 72             | 0,2 %  | -      |
| Total                                                                                         | Total                      | Total              | 31 284         | 100 %  |        |
| Le taux de participation lors de l'élection était de 58,8 % et 383 bulletins ont été rejetés. |                            |                    |                |        |        |

|                                                                                               | Nom                     | Parti              | Nombre de voix | %      | Maj.  |
| --------------------------------------------------------------------------------------------- | ----------------------- | ------------------ | -------------- | ------ | ----- |
|                                                                                               | Mathieu Lévesque        | Coalition avenir   | 13 057         | 40,4 % | 2 537 |
|                                                                                               | Marc Carrière (sortant) | Libéral            | 10 520         | 32,6 % | -     |
|                                                                                               | Alexandre Albert        | Québec solidaire   | 5 122          | 15,9 % | -     |
|                                                                                               | Blake Ippersiel         | Parti québécois    | 2 922          | 9 %    | -     |
|                                                                                               | Rowen Tanguay           | Conservateur       | 497            | 1,5 %  | -     |
|                                                                                               | Françoise Roy           | Marxiste-léniniste | 182            | 0,6 %  | -     |
| Total                                                                                         | Total                   | Total              | 32 300         | 100 %  |       |
| Le taux de participation lors de l'élection était de 59,8 % et 557 bulletins ont été rejetés. |                         |                    |                |        |       |